# Ottomar Anschütz
Ottomar Anschütz (16. května 1846 Leszno dnes Polsko – 30. května 1907 Berlin-Friedenau), byl německý vynálezce, fotograf a chronofotograf.

## Životopis
Vynalezl závěrku o rychlosti 1/1000 sekundy a v roce 1887 elektrotachyskop. Elektrotachyskop byl disk se čtyřiadvaceti skleněnými diapozitivy na ruční pohon a osvětlovaný jiskřící spirálou Geißlerovy trubice, kterou používal jeden divák nebo malá skupina.
V roce 1887 vyvinul Anschütz takzvaný projekční elektrotachyskop a v roce 1891 ještě o něco menší motorovou verzi Electrical Schnellseher (česky elektrický rychloprohlížeč), který vyráběla firma Siemens & Halske v Berlíně. Používal se ve veřejných arkádách a byl vystaven na Mezinárodní elektrotechnické výstavě ve Frankfurtu. Téměř 34000 platících diváků jej vidělo na výstavě v Berlíně v létě 1892, pak také v Londýně a nakonec v roce 1893 na Světové výstavě v Chicagu.
Jeho albuminové fotografie čápů z roku 1884 inspirovaly leteckého průkopníka Otto Lilienthala k experimentálním letům kluzákem.

## Ukázka z díla

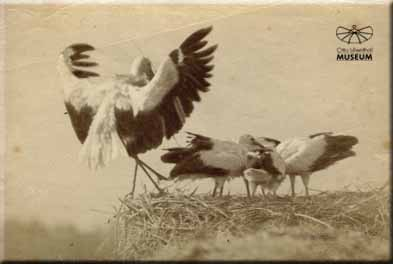
Albuminové fotografie čápů z roku 1884 inspirovaly leteckého průkopníka Otto Lilienthala k experimentálním letům kluzákem.
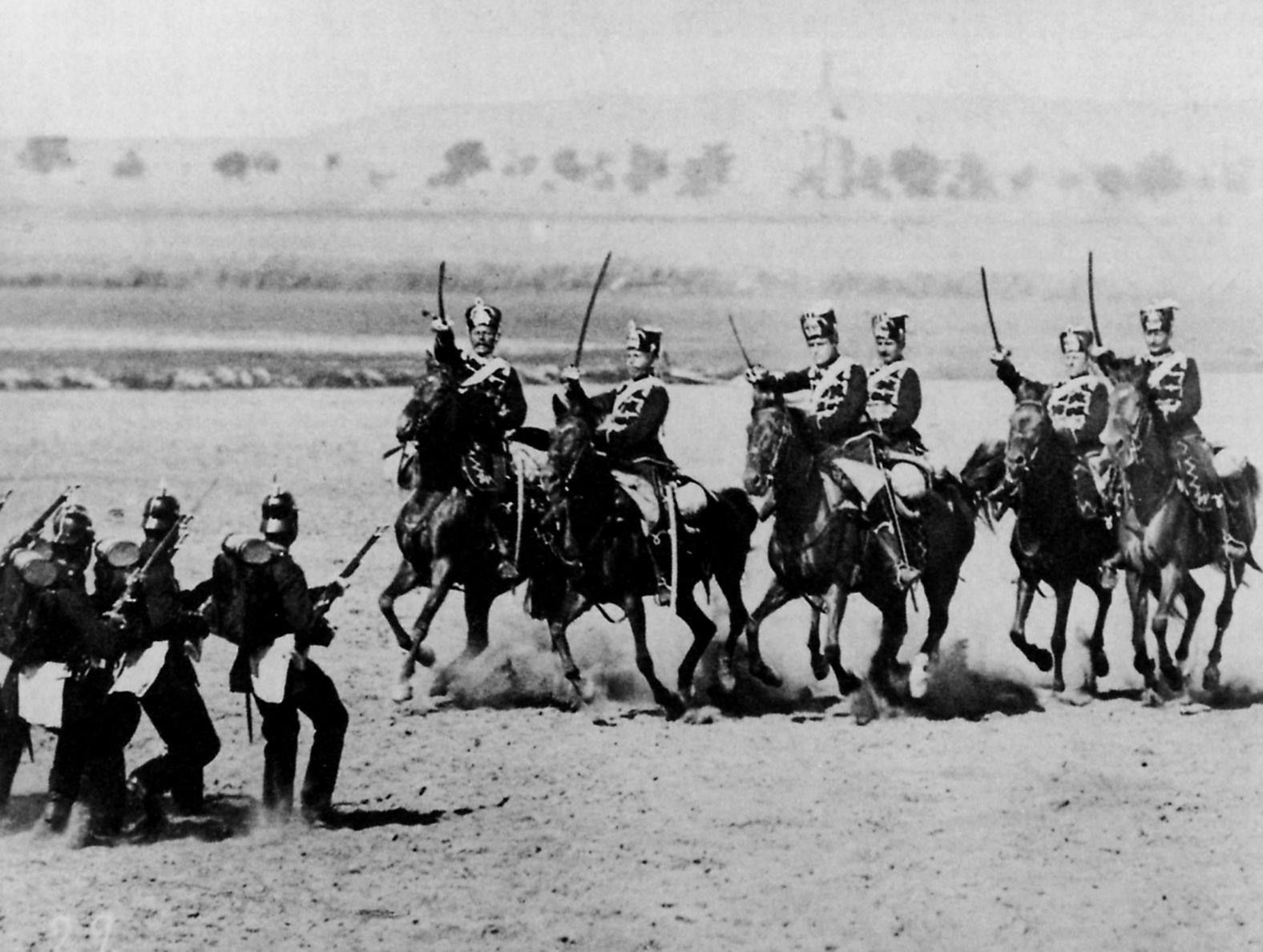
Momentka z císařské návštěvy v Berlíně, 1882/83
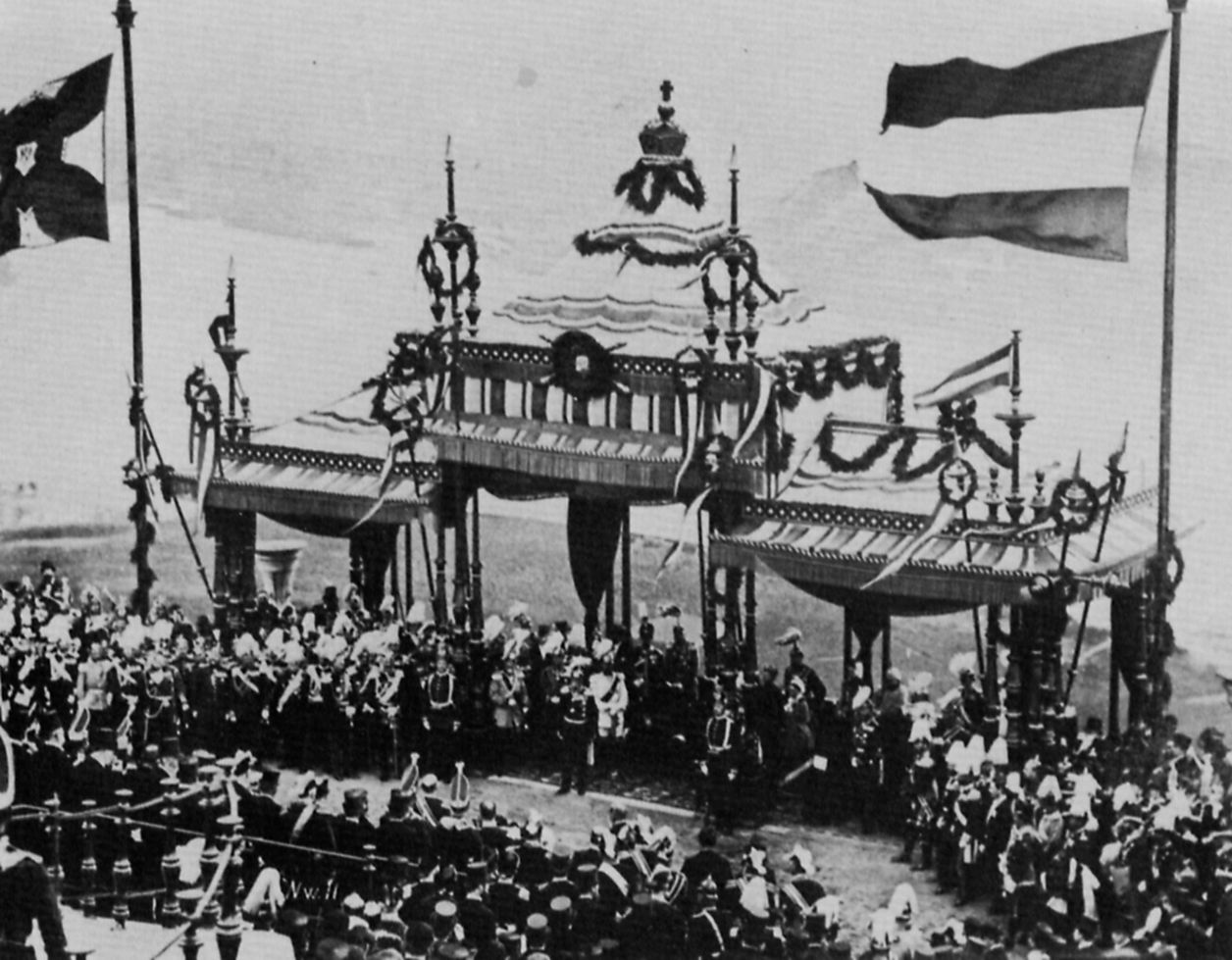
Slavnostní odhalení, Niederwald, 1883
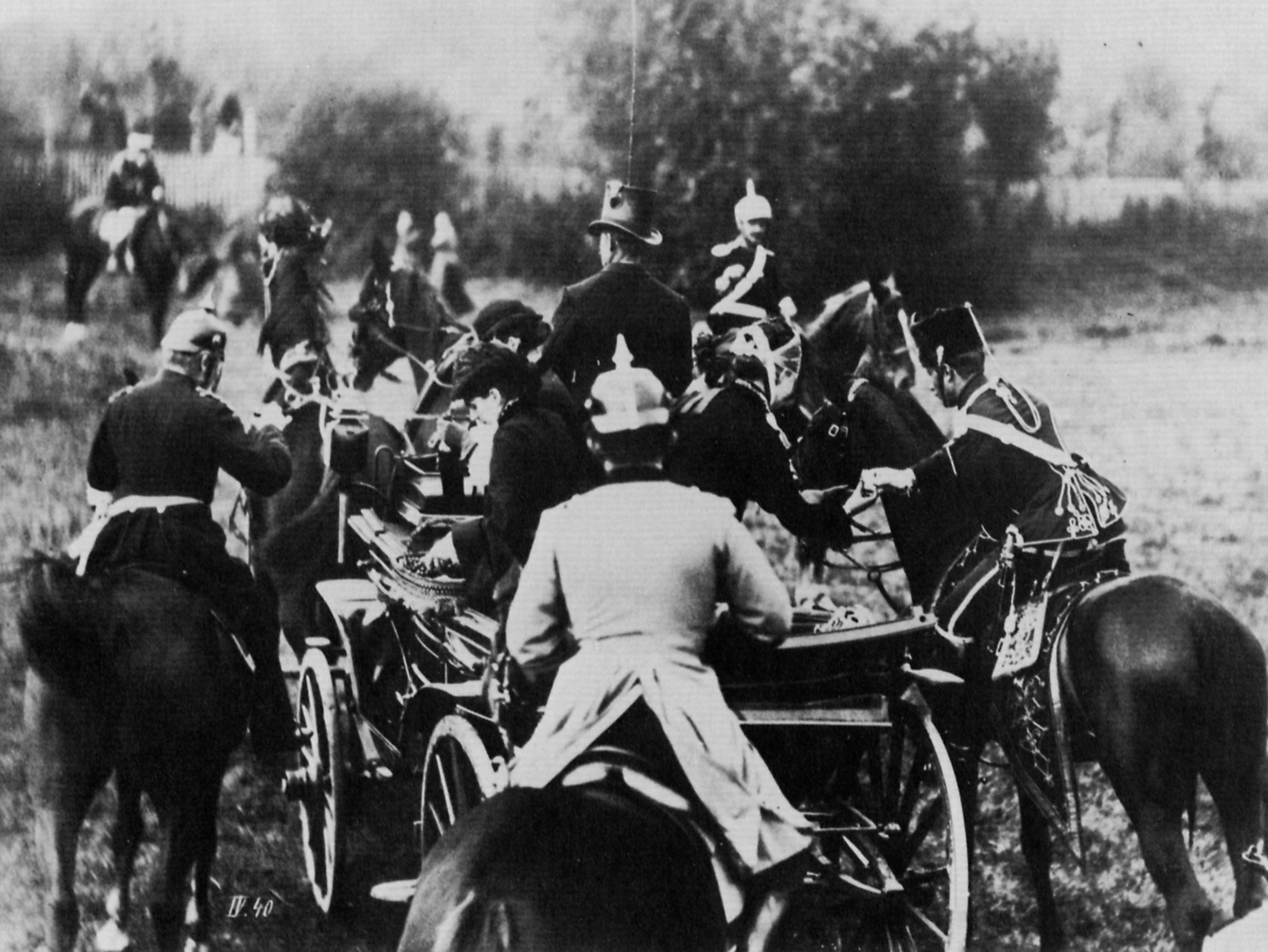
Císařovna v kočáru, 1883

## Další chronofotografové
- Eadweard Muybridge (1830–1904) – průkopník chronofotografie
- Étienne-Jules Marey (1860–1904) – francouzský lékař, fyziolog a fotograf série Muž, který sesedá z kola (1890–1895) – vynálezce chronofotografické pušky.
- August (1862–1954) a Luis (1864–1948) Lumièrové vyvinuli roku 1895 kinematograf (z řečtiny pohyblivý zapisovač).
- Harold Eugene Edgerton (1903–1990) – významný americký inženýr, vynálezce stroboskopu a pionýr vysokorychlostní chronofotografie.
- Ernst Kohlrausch (1850–1923) – sportovní výzkumník a pionýr filmu.
- Thomas Eakins (1844–1916) – americký malíř, fotograf a sochař.
- Anton Giulio Bragaglia – pionýr italské futuristické fotografie.
- Jean-Martin Charcot (1825–1893) – Pařížský neurolog.
- Albert Londe (1858–1917) – francouzský lékařský chronofotograf.